# Honda Grand Prix of St. Petersburg de 2011
O Honda Grand Prix of St. Petersburg de 2011 foi a primeira corrida da temporada de 2011 da IndyCar Series. A corrida foi disputada no dia 27 de março em uma pista montada nas ruas da cidade de São Petersburgo, Flórida. O vencedor foi o escocês Dario Franchitti, da equipe Chip Ganassi Racing.

## Pilotos e Equipes
No total 25 carros foram inscritos para corrida.
| Nº | Piloto                 | Equipe                       | Chassis | Motor | Pneu |
| -- | ---------------------- | ---------------------------- | ------- | ----- | ---- |
| 3  | Hélio Castroneves      | Team Penske                  | Dallara | Honda | F    |
| 4  | J. R. Hildebrand (R)   | Panther Racing               | Dallara | Honda | F    |
| 5  | Takuma Sato            | KV Racing Technology - Lotus | Dallara | Honda | F    |
| 6  | Ryan Briscoe           | Team Penske                  | Dallara | Honda | F    |
| 7  | Danica Patrick         | Andretti Autosport           | Dallara | Honda | F    |
| 9  | Scott Dixon            | Chip Ganassi Racing          | Dallara | Honda | F    |
| 10 | Dario Franchitti       | Chip Ganassi Racing          | Dallara | Honda | F    |
| 12 | Will Power             | Team Penske                  | Dallara | Honda | F    |
| 14 | Vitor Meira            | A. J. Foyt Enterprises       | Dallara | Honda | F    |
| 17 | Raphael Matos          | AFS Racing                   | Dallara | Honda | F    |
| 18 | James Jakes (R)        | Dale Coyne Racing            | Dallara | Honda | F    |
| 19 | Sébastien Bourdais (R) | Dale Coyne Racing            | Dallara | Honda | F    |
| 22 | Justin Wilson          | Dreyer & Reinbold Racing     | Dallara | Honda | F    |
| 24 | Ana Beatriz (R)        | Dreyer & Reinbold Racing     | Dallara | Honda | F    |
| 26 | Marco Andretti         | Andretti Autosport           | Dallara | Honda | F    |
| 27 | Mike Conway            | Andretti Autosport           | Dallara | Honda | F    |
| 28 | Ryan Hunter-Reay       | Andretti Autosport           | Dallara | Honda | F    |
| 34 | Sebastian Saavedra (R) | Conquest Racing              | Dallara | Honda | F    |
| 38 | Graham Rahal           | Chip Ganassi Racing          | Dallara | Honda | F    |
| 59 | E. J. Viso             | KV Racing Technology - Lotus | Dallara | Honda | F    |
| 77 | Alex Tagliani          | Sam Schmidt Motorsports      | Dallara | Honda | F    |
| 78 | Simona de Silvestro    | HVM Racing                   | Dallara | Honda | F    |
| 82 | Tony Kanaan            | KV Racing Technology - Lotus | Dallara | Honda | F    |
| 83 | Charlie Kimball (R)    | Chip Ganassi Racing          | Dallara | Honda | F    |
| 02 | Oriol Servià           | Newman/Haas Racing           | Dallara | Honda | F    |

- (R) - Rookie

## Resultados

### Treino classificatório
| Pos.      | Nº | Piloto                 | Equipe                       | Q1        | Q1        | Q2        | Q3        |
| Pos.      | Nº | Piloto                 | Equipe                       | Grupo 1   | Grupo 2   | Q2        | Q3        |
| --------- | -- | ---------------------- | ---------------------------- | --------- | --------- | --------- | --------- |
| 1         | 12 | Will Power             | Team Penske                  |           | 1:02.3384 | 1:02.1878 | 1:01.9625 |
| 2         | 10 | Dario Franchitti       | Chip Ganassi Racing          | 1:02.3848 |           | 1:02.4136 | 1:02.2953 |
| 3         | 9  | Scott Dixon            | Chip Ganassi Racing          |           | 1:02.7788 | 1:02.4735 | 1:02.3975 |
| 4         | 27 | Mike Conway            | Andretti Autosport           |           | 1:02.8057 | 1:02.4244 | 1:02.5306 |
| 5         | 6  | Ryan Briscoe           | Team Penske                  |           | 1:02.6031 | 1:02.5737 | 1:02.5744 |
| 6         | 22 | Justin Wilson          | Dreyer & Reinbold Racing     | 1:02.9866 |           | 1:02.5573 | 1:02.7729 |
| 7         | 26 | Marco Andretti         | Andretti Autosport           | 1:03.0526 |           | 1:02.6312 |           |
| 8         | 82 | Tony Kanaan            | KV Racing Technology - Lotus |           | 1:02.9362 | 1:02.7818 |           |
| 9         | 3  | Hélio Castroneves      | Team Penske                  | 1:02.6654 |           | 1:02.8204 |           |
| 10        | 77 | Alex Tagliani          | Sam Schmidt Motorsports      |           | 1:02.9467 | 1:02.8225 |           |
| 11        | 5  | Takuma Sato            | KV Racing Technology - Lotus | 1:03.0722 |           | 1:02.9312 |           |
| 12        | 38 | Graham Rahal           | Chip Ganassi Racing          | 1:03.1224 |           | 1:03.0640 |           |
| 13        | 14 | Vitor Meira            | A. J. Foyt Enterprises       | 1:03.1315 |           |           |           |
| 14        | 28 | Ryan Hunter-Reay       | Andretti Autosport           |           | 1:03.1778 |           |           |
| 15        | 02 | Oriol Servià           | Newman/Haas Racing           | 1:03.2434 |           |           |           |
| 16        | 17 | Raphael Matos          | AFS Racing                   |           | 1:03.2594 |           |           |
| 17        | 78 | Simona de Silvestro    | HVM Racing                   | 1:03.2724 |           |           |           |
| 18        | 19 | Sébastien Bourdais     | Dale Coyne Racing            |           | 1:03.3188 |           |           |
| 19        | 7  | Danica Patrick         | Andretti Autosport           | 1:03.3764 |           |           |           |
| 20        | 24 | Ana Beatriz (R)        | Dreyer & Reinbold Racing     |           | 1:03.8036 |           |           |
| 21        | 59 | E. J. Viso             | KV Racing Technology - Lotus | 1:03.4065 |           |           |           |
| 22        | 18 | James Jakes (R)        | Dale Coyne Racing            |           | 1:03.8854 |           |           |
| 23        | 83 | Charlie Kimball (R)    | Chip Ganassi Racing          | 1:03.5162 |           |           |           |
| 24        | 34 | Sebastian Saavedra (R) | Conquest Racing              |           | 1:03.9696 |           |           |
| 25        | 4  | J. R. Hildebrand (R)   | Panther Racing               | 1:03.8256 |           |           |           |
| Relatório |    |                        |                              |           |           |           |           |

- (R) - Rookie

### Corrida
| Pos       | Nº | Piloto                 | Equipe                       | Voltas | Tempo        | Largada | Voltas na Liderança | Pontos |
| --------- | -- | ---------------------- | ---------------------------- | ------ | ------------ | ------- | ------------------- | ------ |
| 1         | 10 | Dario Franchitti       | Chip Ganassi Racing          | 100    | 2:00:59.6886 | 2       | 94                  | 50+2   |
| 2         | 12 | Will Power             | Team Penske                  | 100    | 2:01:06.8498 | 1       | 6                   | 40+1   |
| 3         | 82 | Tony Kanaan            | KV Racing Technology - Lotus | 100    | 2:01:15.7931 | 8       | 0                   | 35     |
| 4         | 78 | Simona de Silvestro    | HVM Racing                   | 100    | 2:01:16.2502 | 17      | 0                   | 32     |
| 5         | 5  | Takuma Sato            | KV Racing Technology - Lotus | 100    | 2:01:29.6321 | 11      | 0                   | 30     |
| 6         | 77 | Alex Tagliani          | Sam Schmidt Motorsports      | 100    | 2:01:30.1541 | 10      | 0                   | 28     |
| 7         | 17 | Raphael Matos          | AFS Racing                   | 100    | 2:01:31.2113 | 16      | 0                   | 26     |
| 8         | 14 | Vitor Meira            | A. J. Foyt Enterprises       | 100    | 2:01:35.4177 | 13      | 0                   | 24     |
| 9         | 02 | Oriol Servià           | Newman/Haas Racing           | 100    | 2:01:48.8318 | 15      | 0                   | 22     |
| 10        | 22 | Justin Wilson          | Dreyer & Reinbold Racing     | 100    | 2:01:56.4911 | 6       | 0                   | 20     |
| 11        | 4  | J. R. Hildebrand (R)   | Panther Racing               | 100    | 2:02:02.6633 | 24      | 0                   | 19     |
| 12        | 7  | Danica Patrick         | Andretti Autosport           | 100    | 2:01:57.0304 | 19      | 0                   | 18     |
| 13        | 34 | Sebastian Saavedra (R) | Conquest Racing              | 98     | +2 voltas    | 25      | 0                   | 17     |
| 14        | 24 | Ana Beatriz (R)        | Dreyer & Reinbold Racing     | 98     | +2 voltas    | 20      | 0                   | 16     |
| 15        | 18 | James Jakes (R)        | Dale Coyne Racing            | 97     | +3 voltas    | 22      | 0                   | 15     |
| 16        | 9  | Scott Dixon            | Chip Ganassi Racing          | 96     | +4 voltas    | 3       | 0                   | 14     |
| 17        | 38 | Graham Rahal           | Chip Ganassi Racing          | 96     | +4 voltas    | 12      | 0                   | 13     |
| 18        | 6  | Ryan Briscoe           | Team Penske                  | 95     | +5 voltas    | 5       | 0                   | 12     |
| 19        | 59 | E. J. Viso             | KV Racing Technology - Lotus | 94     | +6 voltas    | 21      | 0                   | 12     |
| 20        | 3  | Hélio Castroneves      | Team Penske                  | 85     | +15 voltas   | 9       | 0                   | 12     |
| 21        | 28 | Ryan Hunter-Reay       | Andretti Autosport           | 58     | Abandonou    | 14      | 0                   | 12     |
| 22        | 83 | Charlie Kimball (R)    | Chip Ganassi Racing          | 38     | Abandonou    | 23      | 0                   | 12     |
| 23        | 27 | Mike Conway            | Andretti Autosport           | 1      | Abandonou    | 4       | 0                   | 12     |
| 24        | 26 | Marco Andretti         | Andretti Autosport           | 0      | Abandonou    | 7       | 0                   | 12     |
| 25        | 19 | Sébastien Bourdais     | Dale Coyne Racing            | 0      | Não largou   | 18      | 0                   | 5      |
| Relatório |    |                        |                              |        |              |         |                     |        |

- (R) - Rookie

## Tabela do campeonato após a corrida
Observe que somente as dez primeiras posições estão incluídas na tabela.
| Pos | Var     | Piloto              | Pontos |
| --- | ------- | ------------------- | ------ |
| 1   | Estável | Dario Franchitti    | 52     |
| 2   | Estável | Will Power          | 41     |
| 3   | Estável | Tony Kanaan         | 35     |
| 4   | Estável | Simona de Silvestro | 32     |
| 5   | Estável | Takuma Sato         | 30     |

| Pos | Var     | Piloto        | Pontos |
| --- | ------- | ------------- | ------ |
| 6   | Estável | Alex Tagliani | 28     |
| 7   | Estável | Raphael Matos | 26     |
| 8   | Estável | Vitor Meira   | 24     |
| 9   | Estável | Oriol Servià  | 22     |
| 10  | Estável | Justin Wilson | 20     |